# Mount Liamuiga
Der Mount Liamuiga (auch: Mount Misery) ist ein 1156 m hoher Stratovulkan auf der karibischen Insel St. Kitts.
Im steilwandigen Krater, der einen Durchmesser von etwa einem Kilometer aufweist, lag bis 1959 ein flacher Kratersee. Heute findet man im Inneren des Kraters aktive Fumarolen. An den Flanken des Vulkans befinden sich mehrere Lavadome. Bei den letzten Ausbrüchen vor weniger als 2000 Jahren kam es zu pyroklastischen Strömen und Schlammlawinen, deren Material heute die Küstengebiete am Fuß des Vulkans aufbaut. 1692 und 1843 wurde von weiteren Ausbrüchen berichtet, die heute jedoch angezweifelt werden. Zwischen 1988 und 1989 sowie zwischen 1999 und 2000 kam es zu mehreren Erdbeben, die Erdrutsche im Kraterinneren nach sich zogen. Nach heutigem Kenntnisstand kann ein künftiger Ausbruch des Vulkans nicht ausgeschlossen werden.